# Communauté de communes du Pays de Châteaubourg
 (décembre 2024).
Si vous disposez d'ouvrages ou d'articles de référence ou si vous connaissez des sites web de qualité traitant du thème abordé ici, merci de compléter l'article en donnant les références utiles à sa vérifiabilité et en les liant à la section « Notes et références ».
La communauté de communes du Pays de Châteaubourg est une ancienne communauté de communes française, située dans le département de l'Ille-et-Vilaine, en région Bretagne.

## Histoire
La communauté de communes a été créée en février 1992 et regroupait les six communes du canton de Châteaubourg ainsi que Saint-Aubin-du-Pavail, commune issue du canton de Châteaugiron. Elle a succédé au SIVOM du canton de Châteaubourg créé en 1970 par arrêté préfectoral.
Le 1er janvier 2002, l'intercommunalité fusionne avec la communauté de communes du Bocage vitréen pour former Vitré Communauté.

## Territoire communautaire

### Composition
Elle regroupait sept communes :
| Nom                    | Code Insee | Gentilé         | Superficie (km2) | Population (dernière pop. légale) | Densité (hab./km2) |
| ---------------------- | ---------- | --------------- | ---------------- | --------------------------------- | ------------------ |
| Châteaubourg (siège)   | 35068      | Castelbourgeois | 28,60            | 6 819 (2014)                      | 238                |
| Domagné                | 35096      | Domagnéens      | 29,00            | 2 278 (2014)                      | 79                 |
| Louvigné-de-Bais       | 35161      | Louvignéens     | 15,37            | 1 786 (2014)                      | 116                |
| Ossé                   | 35209      | Osséens         | 8,99             | 1 316 (2021)                      | 146                |
| Saint-Aubin-du-Pavail  | 35254      | Saint-Aubinois  | 5,83             | 822 (2014)                        | 141                |
| Saint-Didier           | 35264      | Déodatiens      | 14,14            | 1 955 (2014)                      | 138                |
| Saint-Jean-sur-Vilaine | 35283      | Saint-jeannais  | 10,73            | 1 126 (2014)                      | 105                |

### Démographie
| 1975  | 1982  | 1990  | 1999   |
| ----- | ----- | ----- | ------ |
| 7 198 | 8 669 | 9 696 | 11 432 |

## Administration

### Siège
Le siège de la communauté de communes était à Châteaubourg, 9 rue du Maréchal Leclerc.

### Élus
|                                                                 | Identité      | Qualité               |
| --------------------------------------------------------------- | ------------- | --------------------- |
| 1re                                                             | Virginie Klès | Maire de Châteaubourg |
| 2e                                                              | Bernard Renou | Maire de Domagné      |
| 3e                                                              | Thérèse David | Maire de Saint-Didier |
| Source : Annuaire des élus, Dimanche Ouest-France, 27 mai 2001. |               |                       |

### Liste des présidents
| Période                                    | Période       | Identité      | Étiquette | Qualité |
| ------------------------------------------ | ------------- | ------------- | --------- | --- |
| Syndicat intercommunal à vocation multiple |               |               |           | |
| 1970                                       | juin 1989     | André David   | DVD       | Maire de Châteaubourg (1983 → 1989) Conseiller général de Châteaubourg (1967 → 1992)                          |
| juin 1989                                  | février 1992  | Louis Raison  |           | Maire de Domagné (1977 → 1995)                                                                                |
| Communauté de communes                     |               |               |           | |
| février 1992                               | juillet 1995  | Louis Raison  |           | Maire de Domagné (1977 → 1995)                                                                                |
| juillet 1995                               | décembre 2001 | Michel Pigeon | DVD-UDF   | 1er adjoint au maire de Saint-Jean-sur-Vilaine (1989 → 2008) Conseiller général de Châteaubourg (1999 → 2011) |